# Albert Battel
Albert Battel (* 21. Januar 1891 in Klein Pramsen, Landkreis Neustadt O.S., Provinz Schlesien; † 17. März 1952 in Hattersheim am Main) war ein deutscher Rechtsanwalt, Oberleutnant der Wehrmacht und Gerechter unter den Völkern.

## Werdegang
Albert Battel wuchs in einem katholischen Elternhaus auf, besuchte in Breslau das Gymnasium und legte dort auch die Reifeprüfung ab. Im Ersten Weltkrieg war er Soldat. Er studierte in München und Breslau Nationalökonomie und Jura, promovierte und arbeitete in seiner Geburtsstadt ab 1925 als Rechtsanwalt und Notar.
Battel trat zum 1. Mai 1933 der NSDAP bei (Mitgliedsnummer 1.942.711) und übernahm Funktionen im Nationalsozialistischen Rechtswahrerbund. Battel half im gleichen Jahr aber auch seinem jüdischen Schwager zur Flucht in die Schweiz. 1936 wurde ein Parteiverfahren gegen ihn angestrengt, da er Mitleid mit der Notlage eines Juden geäußert habe. Nach glaubhaften Angaben schützte er jüdische Berufskollegen und politisch Verfolgte; er soll sogar Klienten aus dem Konzentrationslager freibekommen haben.

## Die Judenrettung von Przemyśl
Als 51-jähriger Reservist und Rechtsanwalt aus Breslau wurde Battel 1942 in Przemyśl in Südpolen als Adjutant des örtlichen Militärkommandanten Major Max Liedtke stationiert. Nachdem die SS am 26. Juli 1942 das Ghetto umstellte, um die erste groß angelegte „Evakuierung“ (Deportation) der Juden von Przemyśl vorzubereiten, flüchteten nachts einige Ghettoinsassen. Sie baten Battel um Schutz für sich und ihre Angehörigen. Battel konnte seinen Vorgesetzten Liedtke davon überzeugen, zumindest die Juden, welche für die Wehrmacht arbeiteten, unter ihren Schutz zu stellen.
Daraufhin ließ Battel die einzige Brücke über den San versperren, welche den Zugang zum Ghetto darstellte. Als das SS-Kommando gegen Mittag ankam, drohten Battels Männer ihnen mit Waffengewalt, sollten diese nicht von ihrem Vorhaben ablassen. Daraufhin zog das SS-Kommando unverrichteter Dinge wieder ab. Formal war Battels Handeln durch den verhängten Belagerungszustand gedeckt.
Battel gewährte 90 jüdischen Arbeitern mit ihren Angehörigen im Hof der Kommandantur Schutz. Am späten Nachmittag schickte er zwei Lastkraftwagen ins Ghetto und konnte in fünf Fahrten 240 Personen, etwa 100 seiner „Arbeitsjuden“ und deren Familien, aus dem Ghetto zur nahe gelegenen Kaserne holen. Dort wurden sie für etwa eine Woche in den Kellerräumen versteckt gehalten, während die SS das Ghetto „evakuierte“ und die Insassen in das Vernichtungslager Belzec deportierte. Insgesamt überlebten unter dem Schutz der Wehrmacht 500 Juden die Evakuierung der polnischen Stadt Przemysl.

## Folgen der Tat

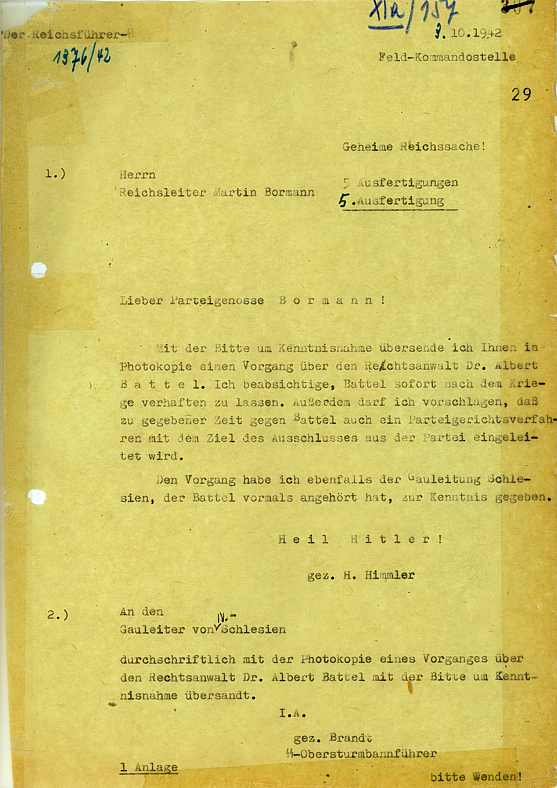
Schreiben Himmlers an Bormann, 9. Oktober 1942

Albert Battel war schon früher wegen seines respektvollen und menschlichen Umgangs mit den Juden aufgefallen. Auch in Przemyśl galt er als ein engagierter Freund der Juden. Als seine Tat bekannt wurde, stellte die SS geheime Ermittlungen an, von denen Battel selbst nichts erfuhr. Auf Befehl Heinrich Himmlers hin sollte Battel nach Kriegsende aus der NSDAP entfernt und inhaftiert werden. Doch dazu kam es nie.
Battels Intervention für die „Wehrmachtsjuden“ konnte als logistische Notwendigkeit hingestellt werden. Offenbar kamen Battel wie auch Liedtke mit geringfügigen disziplinarischen Strafen davon: Stubenarrest, Rücknahme des Kriegsverdienstkreuzes und der Versetzung an einen anderen Einsatzort. Möglicherweise besteht ein ursächlicher Zusammenhang zu einem später erlassenen Befehl des Oberkommandos des Heeres vom 31. Oktober 1942, in dem Offizieren eine „kompromisslose Haltung“ gegenüber dem Judentum abverlangt wird; andernfalls sei ein Offizier untragbar.
Norbert Haase stellt heraus, dass eine Versetzung an die Front oder schärfere Sanktionen ausblieben. Vorgefundene situative Möglichkeiten, ein Gruppenzusammenhalt in der Wehrmacht wie auch biografische Dispositionen hätten zum erfolgreichen Rettungshandeln geführt.

## Nach der Wehrmachtzeit
1944 schied Battel aufgrund einer Herzkrankheit aus dem militärischen Dienst aus und ging zurück in seine Heimatstadt Breslau. Mit der Besetzung Deutschlands fiel Battel in sowjetische Gefangenschaft. Nach seiner Freilassung zog er nach Westdeutschland. Im Entnazifizierungsverfahren wurde ihm in einem konkreten Fall die Nutznießerschaft bei einer „Arisierung“ vorgeworfen. Auch soll er mit der Gestapo gedroht haben. Andere Zeugen belegten sein Eintreten für Verfolgte und die loyale rechtliche Vertretung jüdischer Geschäftsleute. Die widersprüchlichen Angaben vor der Spruchkammer führten zur Einstufung als „Mitläufer“, so dass Battel seinen Anwaltsberuf nicht weiter ausüben durfte.
Albert Battel starb 1952 im hessischen Hattersheim an einem Herzinfarkt.

## Ehrung
Am 22. Januar 1981 wurde Battel in der israelischen Gedenkstätte Yad Vashem als ein Gerechter unter den Völkern verewigt. Sein Vorgesetzter, Max Liedtke, wurde 1994 ebenfalls für die Judenrettung von Przemyśl in Yad Vashem geehrt.

## Sonstiges
Albert Battels Tat wurde im dritten Teil der BBC-Dokumentation Auschwitz rekonstruiert.